# زریر (پسر لهراسپ)
زَریر نام پسر لهراسب و برادر گشتاسب است. این نام در اوستا زَیری‌وَیری آمده است که به معنی زرّین جوشن است. در یکی از جنگهای دینی ایرانیان با تورانیان پهلوانی بنام بیدرفش او را با تیری زهرآلود از پا در آورد.

## زریر در شاهنامه
در زمان پادشاهی لهراسپ رتق و فتق امور کشور توسط فرزندش گشتاسپ سر و سامان می‌گرفت، در هر مرحله‌ای که نیاز می‌شد لهراسپ به وی مأموریت می‌داد تا گره از مشکلات، اغلب نظامی مرتفع گردد. واگذاری بی‌حد و حصر امور کشور به گشتاسپ، او انتظار داشت تا به مقام شایسته‌ای نیز مفتخر گردد، امّا هر بار سخن در این باره لهراسپ طفره می‌رفت و عقیده داشت که او هنوز آداب کشورداری را خوب نیاموخته است. بلاتکلیفی گشتاسپ را تصمیم به خروج از کشور و پناهنده گشتن به روم نمود و یک شب پس از جدال لفظی، با گروهانش پدر را ترک و عازم آ ن دیار غریب شد. لهراسپ به محض اطلاع از خروج گشتاسپ، پشیمان شده زریر برادر کوچکتر را بدنبالش فرستاد تا از میانه راه او را باز گرداند:
| همی تاخت اسپ از پی او زریر  |  | زمانی بجایی نیاسود دیر    |
| چو آواز اسپان بر آمد ز راه  |  | برفتند گردان ز نخچیرگاه   |
| چو بنهاد گشتاسپ گوش اندر آن |  | چنین گفت با نام‌ور مهتران  |
| که این جز به آواز اسپ زریر  |  | نماند که او راست آواز شیر |
| نه تنها بیامد گر او آمدست   |  | که با لشکری جنگجو آمدست   |